# Her Husband's Deception
Pour plus de détails, voir Fiche technique et Distribution.
Her Husband's Deception est un film muet américain réalisé par Sam Morris et sorti le 22 décembre 1910. 

## Synopsis
J. Warren Kerrigan y joue un homme fatigué par l'amour excessif que lui porte sa femme (Adrienne Kroell) qui ne le laisse jamais en paix et ne cesse de l'embrasser à tout propos. Avec l'aide d'un docteur (Dot Farley), il fait croire à sa femme qu'il a besoin de repos complet et s'installe dans un appartement séparé. La nuit, il s'échappe et part s'amuser avec le docteur et ses amis, tandis que sa femme croit qu'il dort… jusqu'à ce que la femme du docteur découvre la supercherie et couvre le mari de ridicule.

## Fiche technique
- Réalisation : Sam Morris
- Production : American Film Manufacturing Company
- Date de sortie : 22 décembre 1910

## Distribution
- J. Warren Kerrigan : le mari
- Adrienne Kroell : la femme
- Dot Farley : le docteur